# العاصفة في الشرق الأوسط (2013)

رسم متحرك لـ H500 خلال الفترة من 6 إلى 14 ديسمبر 2013 في الشرق الأوسط.

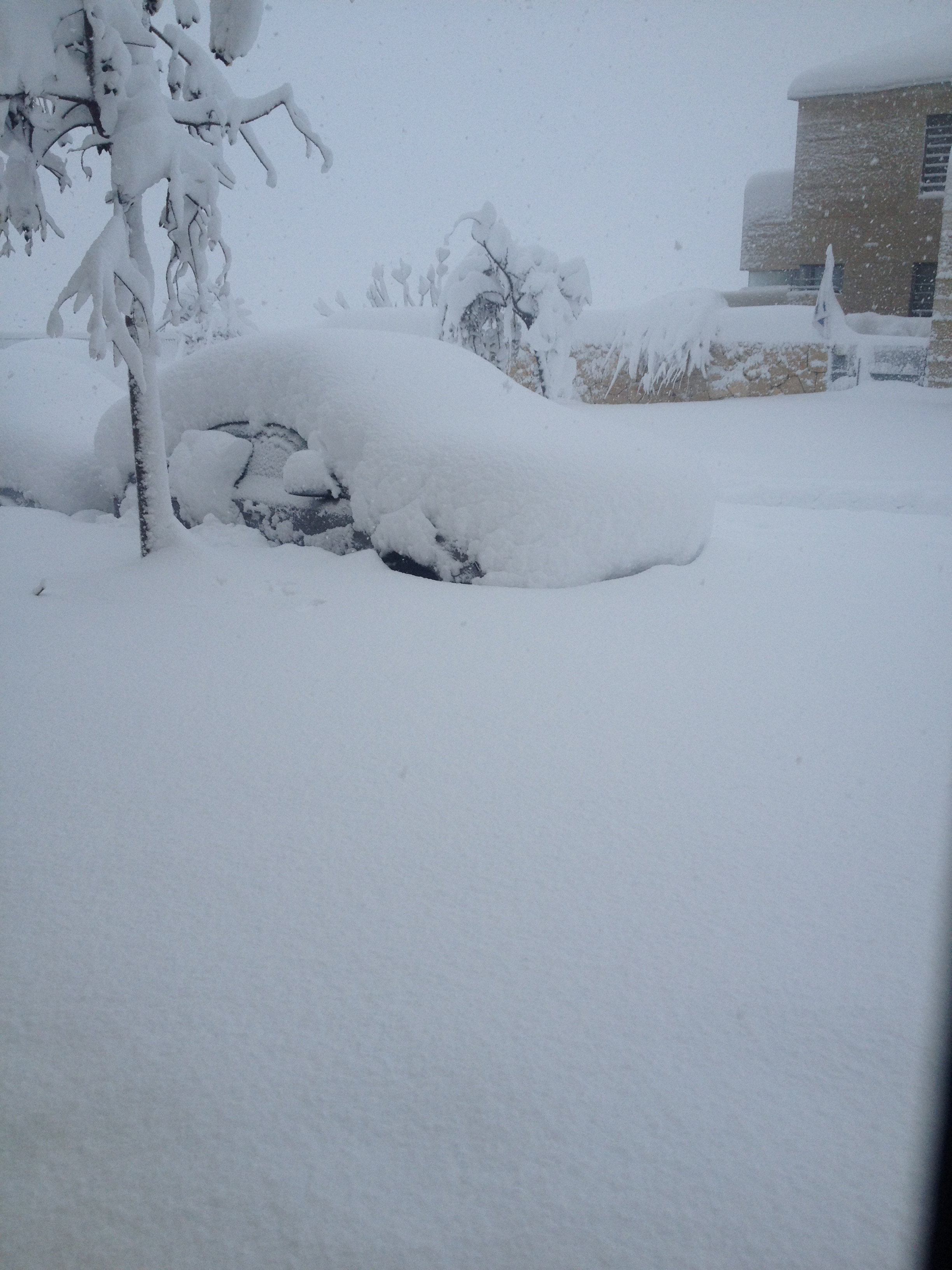
السيارات المغطاة بالثلوج في مستوطنة هار أدار الإسرائيلية، كانون الأول / ديسمبر 2013

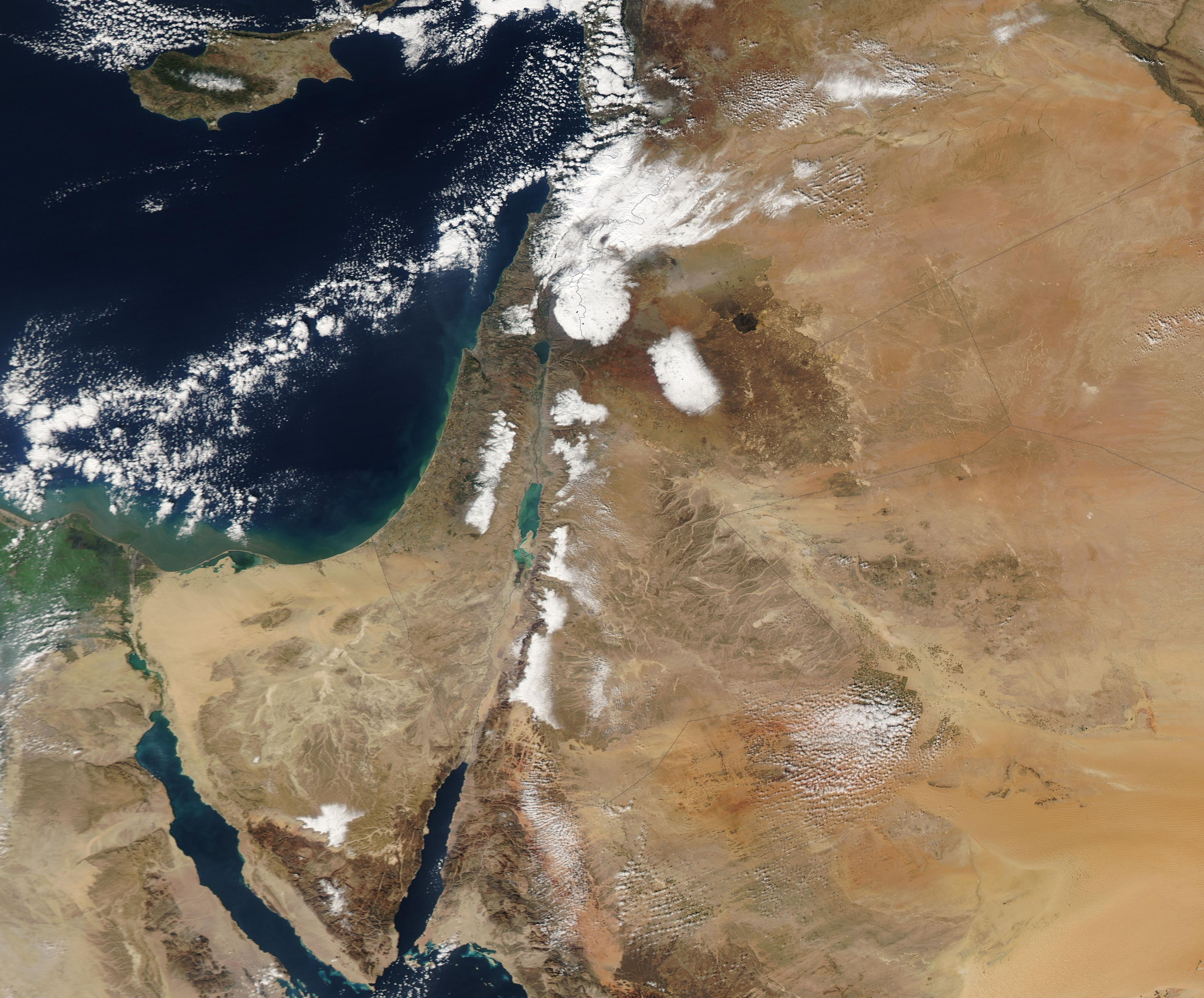
العاصفة كما أظهرتها الأقمار الصناعية في 15 ديسمبر/كانون الثاني

العاصفة أو موجة البرد في الشرق الأوسط هي عاصفة ثلجية ضربت عدة دول ومناطق في الشرق الأوسط في تركيا، سوريا، لبنان، الأردن، مصر وفلسطين التاريخية (الضفة الغربية )، وسمتها وسائل الإعلام العالمية بالعاصفة أليكسا  وقد حدثت من 10-14 ديسمبر 2013 في الجزء الغربي من منطقة الشرق الأوسط. حيث سقطت ثلوج وأمطار وانخفضت درجات الحرارة وتسببت بسقوط عدد من القتلى والكثير من الأضرر في الممتلكات في المنطقة وعطلت 9 آلاف رحلة جوية وتعتبر أشد موجة تساقط ثلوج منذ قرابة 50 عاماً.

## حالة الدول

### قبرص
بحلول 14 كانون الأول (ديسمبر)، غطت العاصفة سلسلة جبال ترودوس بالجزيرة بالثلوج. بدأ تساقط الثلوج قبل عدة أيام، مع وصول الثلوج إلى ذروة سماكتها 70 سـم (28 بوصة) في ترودوس. فقد أربعمائة عميل الكهرباء، وفُقِد الإتصال بعدة قرى، بما في ذلك أرمينوهوري، وفارماكاس، وكامبي، وسينا أوروس تمامًا لفترات طويلة من الزمن.

### مصر
شهدت القاهرة الكبرى وخاصة مدينة الشروق التي تعد من أجمل المدن المصرية تساقط الثلوج يوم الجمعة 13 ديسمبر، وهو أمر نادر الحدوث. وذكرت وسائل الإعلام المحلية أن هذا التساقط الملفت للثلوج هو الأول منذ 112 سنة بالنسبة للقاهرة، ووصلت درجة الحرارة ليلاً إلى 2 درجة مئوية. فيما تساقطت الثلوج على مدينة سانت كاترين ووصلت درجة الحرارة إلى - 8 درجات مئوية ما تسبب في تراكم الثلوج على الطرق المؤدية للمدينة بحوالي 20 سم. كذلك سقطت ثلوج علي مدينة الشرق فوصلت درجة الحرارة-7 فهي في منطقة مرتفعه وايضا على المدن الساحلية الشمالية المصرية مثل رأس البر والإسكندرية ودسوق وفوه. بجانب سقوط أمطار شديدة على باقي مدن الجمهورية بدرجات متفاوتة تتزايد في الوجه البحري.
وقد تقرر إغلاق بوغاز رشيد وميناء المعدية بمحافظة البحيرة، كذلك تقرر إغلاق موانئ الإسكندرية والدخيلة والسويس ودمياط والبرلس أمام حركة الملاحة والصيد لعدة أيام نظراً لسوء الأحوال الجوية وحالة الطقس وزيادة سرعة الرياح وارتفاع الأمواج.

### الأردن
تسببت العاصفة في شل معظم مظاهر الحياة وتعطلت المؤسسات لعدة أيام، في حين شنت وسائل الإعلام هجوم ضد شركات الكهرباء  ونشرت مقاطع فيديو وصور لقيادة الملك الأردني لعمليات الإغاثة والإنقاذ داخل العاصمة وخارجها.
وكان من المتوقع أن يبدأ الهطول الكثيف للثلوج مساء الأربعاء على المرتفعات التي تزيد عن 500 م وتدنى المستوي الثلجي لدون 100 م حيث هطلت الثلوج فوق مرتفعات العقبة جنوب الأردن، الأمر الذي أكدت السلطات أنها على أتم الاستعداد لمواجهته، يشار إلى أن درجات الحرارة في الأردن انخفضت بالفعل إلى أقل من معدلاتها المعتادة لمثل هذا الوقت من كل عام، وحذرت دائرة الأرصاد الأردنية من هطول أمطار غزيرة مصحوبة بالرعد والبرد، لافتة إلى أن درجات الحرارة العظمى في عمان لن تتجاوز 3 درجات، والصغرى ستهبط دون الصفر المئوي. ومن المتوقع أن تتعرض الأودية والمناطق المنخفضة في المملكة إلى السيول.

### لبنان
تساقطت كميات من الثلوج في بعلبك ومدن أخرى بسهل البقاع وقطعت الطريق الدولية بين بيروت ودمشق في منطقة ضهر البيدر وطريق فاريا عيون السيمان، وطريق كفرذبيان- عيون السيمان.، وأشارت تقارير إلى مخاوف من تأثر اللاجئين السوريين في لبنان مع غياب وسائل التدفئة

### سوريا
تسبب العاصفة بوفاة 12 طفلاً سورياً بالداخل والخارج 

### فلسطين التاريخية
الضفة الغربية
تساقطت الثلوج على المرتفعات التي يزيد ارتفاعها عن 700 متر في مناطق الضفة الغربية  وأغلقت الطرق بين المحافظات بالكامل، وخاصة طريق الواصل ما بين رام الله ونابلس وانقطعت الكهرباء عن بعض المدن والقرى والبلدات ووصلت سماكة الثلوج في مدينة الخليل إلى 120 سم.

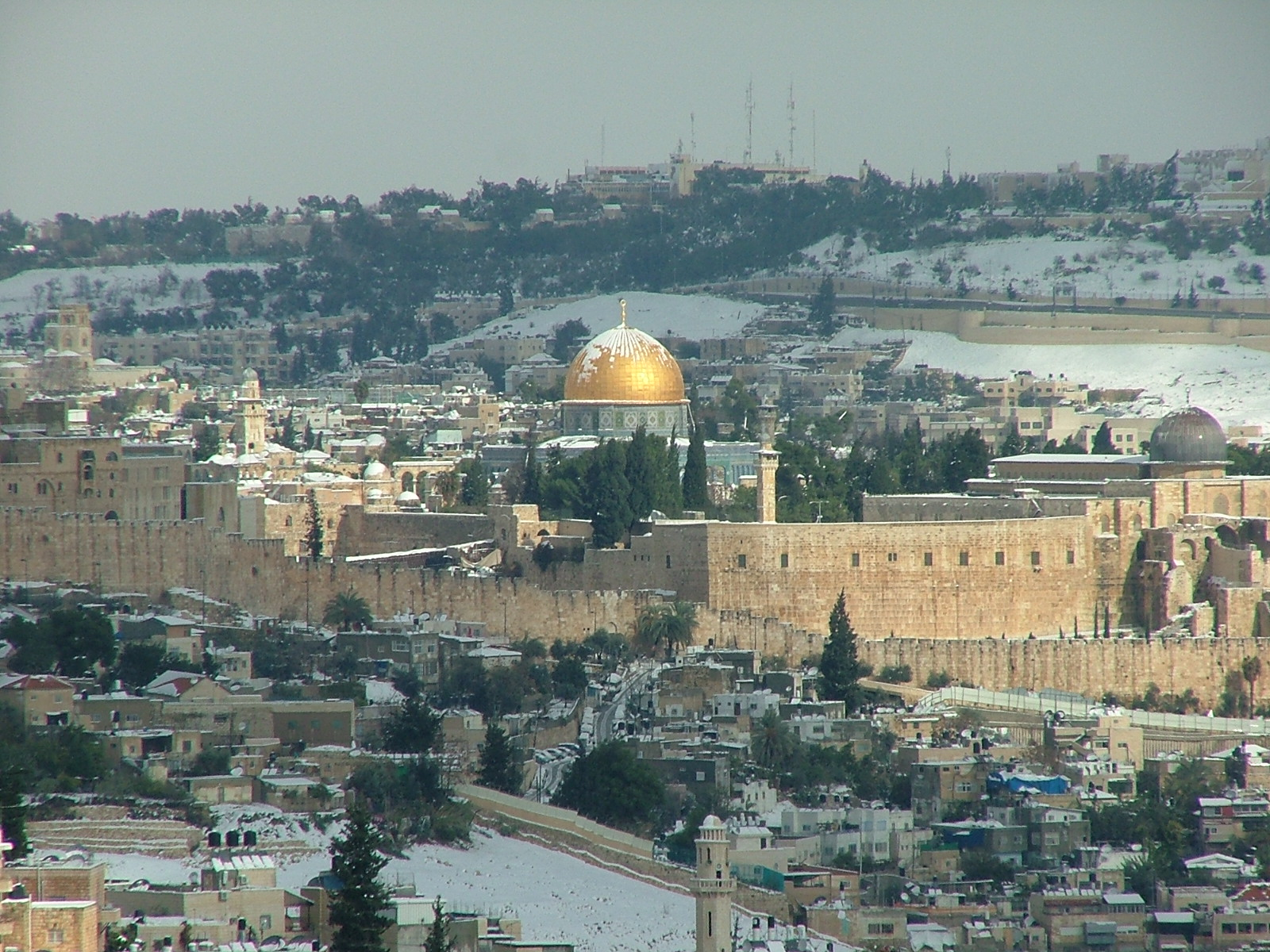
المسجد الأقصى في يوم 13 ديسمبر/كانون الثاني

## صور

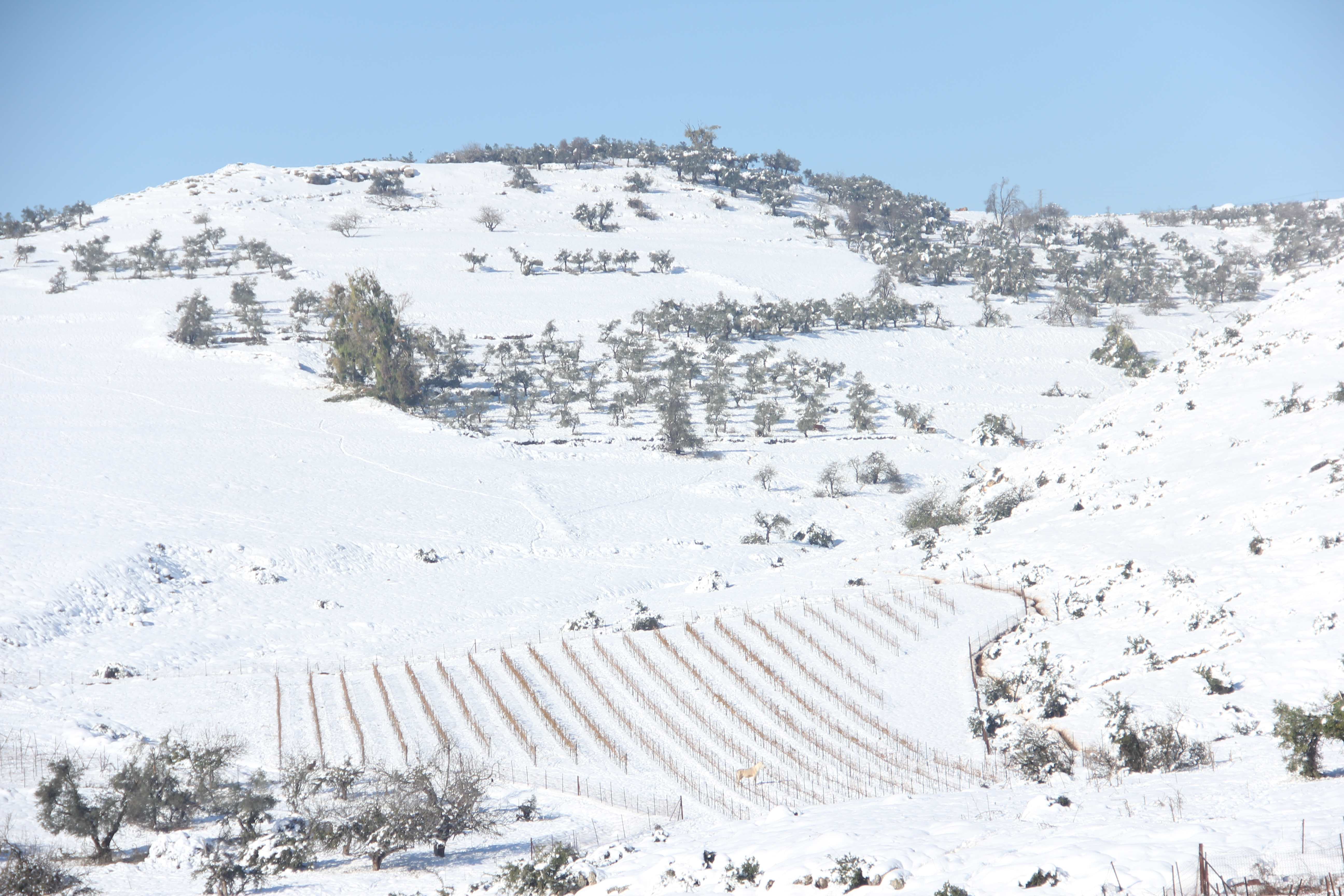
موشاف دلتون قرب صفد
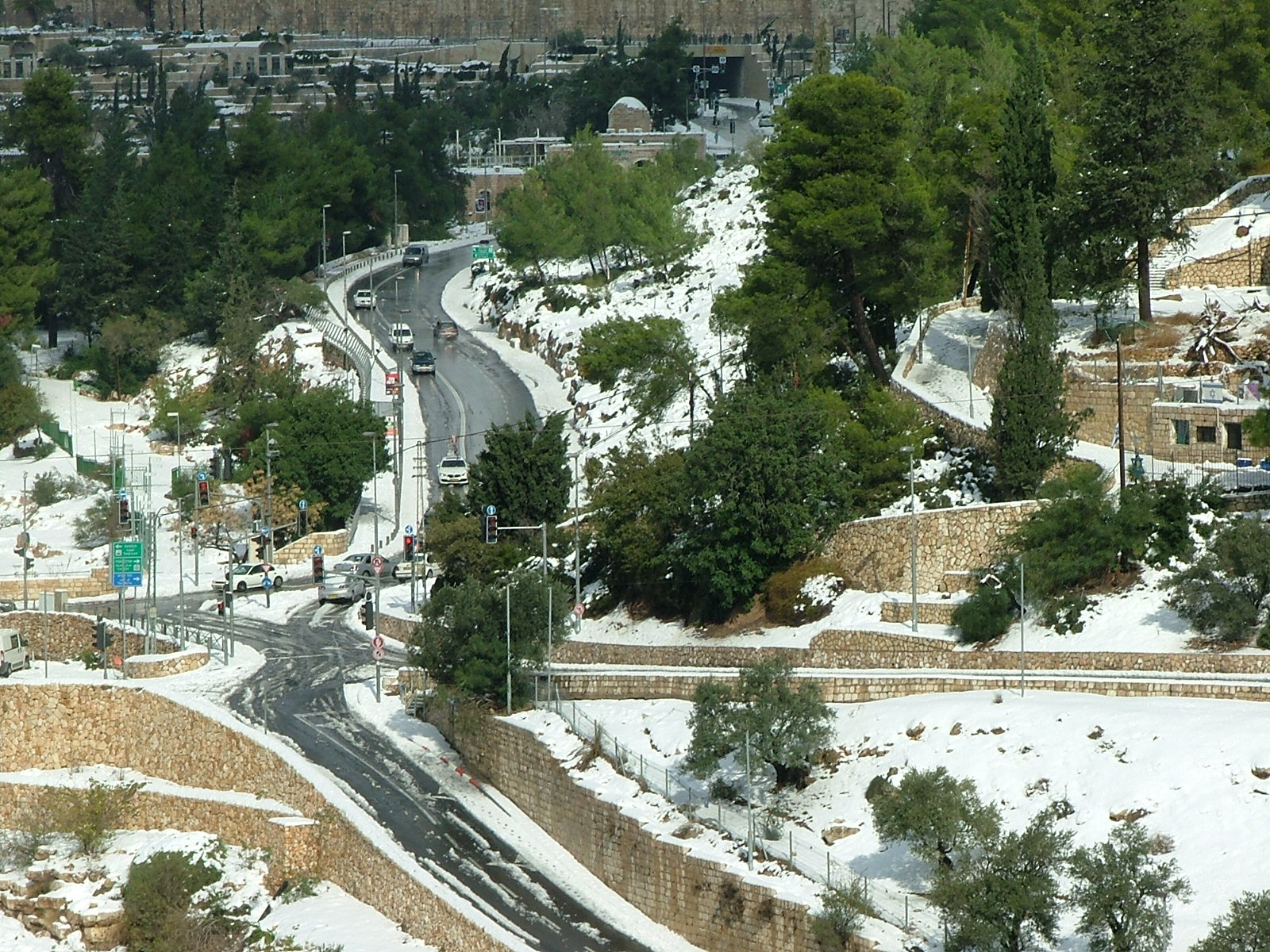
قرب جبل الزيتون في القدس